# Граньйон
Граньйон (ісп. Grañón) — муніципалітет в Іспанії, у складі автономної спільноти Ла-Ріоха. Населення — 323 осіб (2009).
Муніципалітет розташований на відстані близько 230 км на північ від Мадрида, 48 км на захід від Логроньйо.

## Демографія
Динаміка населення (INE ):

## Галерея зображень

Розташування муніципалітету